# Смирново (Зоринський район)
Смирно́во (рос. Смирново) — село у складі Зоринського району Алтайського краю, Росія. Входить до складу Новокопиловської сільської ради.

## Населення
Населення — 284 особи (2010; 320 у 2002).
Національний склад (станом на 2002 рік):
- росіяни — 93 %